# The Tents of Allah
The Tents of Allah er en amerikansk stumfilm fra 1923 af Charles A. Logue.

## Medvirkende
- Monte Blue som Chiddar Ben-Ek
- Mary Alden som Oulaid
- Frank Currier som Abou Ben-Ek
- Mary Thurman som  Elaine Calvert
- Amalia Rivera som Chala
- Martin Faust som Ahleef
- Macey Harlam
- Charles Willis Lane som Millgrate
- Sally Crute som Cynthia Wheeler